# جبر ييل أباد
جبر ييل‌ أباد هي قرية في مقاطعة أشنوية، إيران. عدد سكان هذه القرية هو 89 في سنة 2006.